# Téïsson Tandé
Téïsson Tandé, né Albert Kpan, est un acteur et producteur ivoirien, d'ethnie Wobé, né à Teisson en 1956.

## Biographie
Albert Kpan est né en 1956 dans l'Ouest de la Côte d'Ivoire, plus précisément dans la sous-préfecture de Facobly. Il est connu sous plusieurs appellations, notamment "Bébé gâté, ou  Téïsson". Il tient ce dernier pseudonyme de son village natal, village wobê situé dans la sous-préfecture de Facobly. 
Son histoire avec l'art commence par l'INSAAC, où il se fait former. En 1983, il démarre lentement sa carrière dans plusieurs troupes théâtrales, mais, en 1992, se produit le déclic. Téïsson fait sa première apparition à la télévision nationale ivoirienne, en imitant le père de la nation, le président Félix Houphouet Boigny. Il débute ainsi une seconde carrière. Il intervient dans plusieurs émissions télévisées telles que "Dimanche passion" vers les années 1996, dans lequel il incarne le rôle de "Bébé gaté", un enfant impoli et à la fois très franc. Après la télévision, il se lance à la radio, et y passe trois [Quoi ?] en compagnie de Doh Ouattara à l'émission "Dimanche détente" avant de décrocher son rôle de majordomedans la série à succès "ma famille" de Akissi Delta.